# Bahnstrecke Les Sables-d’Olonne–Tours
| TER Saumur Les Sables mit drei Triebwagen X 73500, ursprünglich Trains des Plages, überquert zwischen La Roche-sur-Yon und Les Sables die Autobahn A 87, August 2019 |                                                                                                   | | |
| Streckennummer (SNCF): | 525 000                                                                                           | | |
| Kursbuchstrecke: | 1001–4                                                                                            | | |
| Streckenlänge: | 246 km                                                                                            | | |
| Spurweite: | 1435 mm (Normalspur)                                                                              | | |
| Stromsystem: | La Roche-sur-Yon bis Sables-d’Olonne sowie im Bf von La Roche-sur-Yon und Thouars 25 kV – 50 Hz ~ | | |
| Maximale Neigung: | 15 ‰                                                                                              | | |
| |                                                                                                   | | |
| \| \| 0,0 \| Bahnstrecke Les Sables–Champ-Saint-Père (TV / CFD, Meterspur) von Le Champ-St-Père \| Bahnstrecke Les Sables–Champ-Saint-Père (TV / CFD, Meterspur) von Le Champ-St-Père \| \| \| \| \| \| \| \| 0,1 \| Les Sables-d’Olonne \| 4 m \| \| \| 0,5 \| zum Hafen Les Sables-d’Olonne \| zum Hafen Les Sables-d’Olonne \| \| \| \| Bahnstrecke Bourgneuf–Sables-d’Olonne (1 m) nach Bourgneuf \| \| \| \| 6,1 \| Olonne-sur-Mer \| 6 m \| \| \| 16,9 \| La Mothe-Achard \| 52 m \| \| \| 17,9 \| D 160 (ehem. N 160) \| D 160 (ehem. N 160) \| \| \| 22,5 \| Sainte-Flaive-des-Loups \| 70 m \| \| \| 24,9 \| Auzance (3 m) \| Auzance (3 m) \| \| \| 27,2 \| Les Clouzeaux \| 69 m \| \| \| 29,0 \| A 87 (113 m) \| A 87 (113 m) \| \| \| \| Bahnstrecke Nantes-Orléans–Saintes von La Rochelle \| \| \| \| \| D 160 (ehem. N 160) \| \| \| \| 36,1 \| La Roche-sur-Yon \| 74 m \| \| \| \| ehem. N 148 \| \| \| \| \| \| \| \| \| 36,9 \| Bahnstrecke Nantes-État–La Roche-sur-Yon n. Sainte-Pazanne und Bahnstrecke Nantes-Orléans–Saintes nach Nantes \| Bahnstrecke Nantes-État–La Roche-sur-Yon n. Sainte-Pazanne und Bahnstrecke Nantes-Orléans–Saintes nach Nantes \| \| \| \| \| \| \| \| \| CFD-TV/CFVE nach Nantes über Legé \| \| \| \| 37,8 \| Avenue Alienoir d’Aquitaine (ehem. N 137bis) \| Avenue Alienoir d’Aquitaine (ehem. N 137bis) \| \| \| \| CFD-TV nach Les Herbiers über Les Quatre-Chemins-l’Oie \| \| \| \| 39,1 \| Yon (8 m) \| Yon (8 m) \| \| \| 39,2 \| D 160 (ehem. N 160; 41 m) \| D 160 (ehem. N 160; 41 m) \| \| \| 41,4 \| D 160 (ehem. N 160) \| D 160 (ehem. N 160) \| \| \| 45,4 \| A 87 \| A 87 \| \| \| 49,1 \| La Chaize-le-Vicomte \| 93 m \| \| \| 53,2 \| Fougeré \| 96 m \| \| \| 57,6 \| Bournezeau \| 90 m \| \| \| 59,7 \| A 83 \| A 83 \| \| \| 61,9 \| Petit Lay (Viaduc de l'Angle; 121 m) \| Petit Lay (Viaduc de l'Angle; 121 m) \| \| \| 69,2 \| D 137 (ehem. N 137) \| D 137 (ehem. N 137) \| \| \| \| \| \| \| \| \| CFD-TV nach Montaigu-Vendée über Les Quatre-Chemins-l’Oie und Bahnstrecke Vouvant-Cezais–St-Christophe-du-Bois von Saint-Christophe \| \| \| \| \| \| \| \| \| 70,2 \| Chantonnay \| 66 m \| \| \| 70,4 \| D 2949bis (ehem. N 149bis; 9 m) \| D 2949bis (ehem. N 149bis; 9 m) \| \| \| \| CFD-TV nach Luçon u. D 137 (ehem. N 137) \| \| \| \| \| Bahnstrecke Vouvant-Cezais–Saint-Christophe-du-Bois \| \| \| \| 76,2 \| D 949bis (11 m) \| D 949bis (11 m) \| \| \| 78,3 \| Sigournais \| 63 m \| \| \| 79,7 \| Grand Lay (17 m) \| Grand Lay (17 m) \| \| \| 83,6 \| Chavagnes-les-Redoux-Monsireigne \| 88 m \| \| \| 89,1 \| La Meilleraie \| 118 m \| \| \| \| Steinbruch Carrières Kleber Moreau \| \| \| \| 89,7 \| Grand Lay (15 m) \| Grand Lay (15 m) \| \| \| 93,1 \| Pouzauges \| 162 m \| \| \| 93,4 \| D 752 (ehem. N 752; 11 m) \| D 752 (ehem. N 752; 11 m) \| \| \| 101,7 \| Saint-Mesmin-le-Vieux \| 162 m \| \| \| 103,9 \| Département Vendée / Deux-Sèvres \| Département Vendée / Deux-Sèvres \| \| \| 105,3 \| Sèvre Nantaise (29 m) \| Sèvre Nantaise (29 m) \| \| \| 106,3 \| D 744 (ehem. N 744) \| D 744 (ehem. N 744) \| \| \| 107,9 \| Cerizay \| 173 m \| \| \| 116,6 \| Clazay \| 197 m \| \| \| \| \| \| \| \| \| Bahnstrecke La Possonnière–Niort von Niort und Bahnstrecke Neuville-de-Poitou–Bressuire von Parthenay \| \| \| \| \| \| \| \| \| 122,6 \| Bressuire \| 166 m \| \| \| ~122,7 \| D 38 (ehem. N 148bis;112 m) \| D 38 (ehem. N 148bis;112 m) \| \| \| \| Bahnstrecke La Possonnière–Niort nach Cholet \| \| \| \| 124,9 \| D 748 (ehem. N 748) \| D 748 (ehem. N 748) \| \| \| 125,5 \| N 149 (48 m) \| N 149 (48 m) \| \| \| \| \| \| \| \| 127,3 \| Bahnstrecke Bressuire–Montreuil-Bellay (Tramways des Deux-Sèvres TDS, 1 m) nach Montreuil-Bellay \| Bahnstrecke Bressuire–Montreuil-Bellay (Tramways des Deux-Sèvres TDS, 1 m) nach Montreuil-Bellay \| \| \| \| \| \| \| \| 132,1 \| Noirterre \| 164 m \| \| \| 137,1 \| Luché \| 144 m \| \| \| 139,5 \| Steinbruch Carrière Luché \| Steinbruch Carrière Luché \| \| \| 142,1 \| Coulonges-Thouarsais \| 129 m \| \| \| 146,6 \| Rigné \| 106 m \| \| \| 147,8 \| Carrière de La Gouraudière \| Carrière de La Gouraudière \| \| \| 150,4 \| Bahnstrecke Chartres–Bordeaux von Bordeaux ü. Niort \| Bahnstrecke Chartres–Bordeaux von Bordeaux ü. Niort \| \| \| 150,6 \| Thouet (191 m) \| Thouet (191 m) \| \| \| 151,1 \| D 759 (ehem. N 759) \| D 759 (ehem. N 759) \| \| \| 152,5 \| Thouars \| 87 m \| \| \| \| Bahnstrecke Chartres–Bordeaux n. Chartres ü. Saumur \| \| \| \| 153,4 \| D 938 N 138 \| D 938 N 138 \| \| \| 157,9 \| Orbé \| 78 m \| \| \| 160,2 \| D 759 (ehem. N 759) \| D 759 (ehem. N 759) \| \| \| 164,7 \| Pas-de-Jeu \| 60 m \| \| \| 165,5 \| Dive (13 m) \| Dive (13 m) \| \| \| 165,6 \| Département Deux-Sèvres / Vienne \| Département Deux-Sèvres / Vienne \| \| \| 169,5 \| Bahnstrecke Poitiers–Arçay von Poitiers \| Bahnstrecke Poitiers–Arçay von Poitiers \| \| \| 169,9 \| Arçay \| 78 m \| \| \| 173,0 \| D 759 (ehem. N 759) \| D 759 (ehem. N 759) \| \| \| 175,8 \| D 347 (ehem. N 347) \| D 347 (ehem. N 347) \| \| \| 176,5 \| D 761 (ehem. N 761; 12 m) \| D 761 (ehem. N 761; 12 m) \| \| \| 177,5 \| Bahnstrecke Loudun–Angers-Maître-École von Angers \| Bahnstrecke Loudun–Angers-Maître-École von Angers \| \| \| 177,8 \| Loudun \| 88 m \| \| \| 179,1 \| Avenue du Val de Loire (ehem. N 759) \| Avenue du Val de Loire (ehem. N 759) \| \| \| \| Bahnstrecke Loudun–Châtellerault nach Châtellerault \| \| \| \| 182,9 \| Basses-Sammarçolles \| 79 m \| \| \| 186,2 \| D 759 (ehem. N 759) \| D 759 (ehem. N 759) \| \| \| 186,3 \| Coopérative agricole Vienne et Loire (UVL) \| Coopérative agricole Vienne et Loire (UVL) \| \| \| 187,1 \| Ausbauende \| Ausbauende \| \| \| 189,7 \| Beuxes \| 44 m \| \| \| 191,0 \| Négron; Département Vienne / Indre-et-Loire (6 m) \| Négron; Département Vienne / Indre-et-Loire (6 m) \| \| \| 193,6 \| D 759 (ehem. N 759) \| D 759 (ehem. N 759) \| \| \| 195,0 \| La Roche-Clermault \| 42 m \| \| \| 199,0 \| D 749 (ehem. N 749) \| D 749 (ehem. N 749) \| \| \| \| Bahnstrecke Port-Boulet–Port-de-Piles von Port-de-Piles \| \| \| \| 200,6 \| Vienne (teilw. zerstört; 194 m) \| Vienne (teilw. zerstört; 194 m) \| \| \| 200,7 \| Ausbauende \| Ausbauende \| \| \| 200,9 \| Chinon \| 37 m \| \| \| \| Bahnstrecke Port-Boulet–Port-de-Piles nach Port-Boulet \| \| \| \| 201,8 \| Tunnel de Chinon (920 m) \| Tunnel de Chinon (920 m) \| \| \| 206,8 \| Huismes \| 53 m \| \| \| 212,1 \| Saint-Benoist-Rigny \| 117 m \| \| \| 217,5 \| Rivarennes-Quinçay \| 43 m \| \| \| 220,8 \| Cheillé \| 42 m \| \| \| 224,2 \| Indre (206 m) \| Indre (206 m) \| \| \| 224,6 \| Azay-le-Rideau \| 50 m \| \| \| 228,8 \| Vallères \| 81 m \| \| \| 232,5 \| A 85 \| A 85 \| \| \| 233,5 \| Druye \| 96 m \| \| \| \| D 751c (ehem. N 751) \| \| \| \| 240,7 \| Ballan \| 91 m \| \| \| 242,9 \| D 37 N 585 (Schnellstraße von Tours; 67 m) \| D 37 N 585 (Schnellstraße von Tours; 67 m) \| \| \| \| Bahnstrecke Joué-lès-Tours–Châteauroux von Châteauroux \| \| \| \| 243,2 \| D 751 (ehem. N 751) \| D 751 (ehem. N 751) \| \| \| \| Straßenbahn Tours \| \| \| \| 245,1 \| Joué-lès-Tours \| 73 m \| \| \| \| \| \| \| \| 245,6240,5 \| Bahnstrecke Paris–Bordeaux von Bordeaux über Châtellerault und ehem. Streckenführung bis 1970 \| Bahnstrecke Paris–Bordeaux von Bordeaux über Châtellerault und ehem. Streckenführung bis 1970 \| \| \| \| \| \| \| \| \| Cher (Pont de la Vendée; zerstört) \| \| \| \| \| \| \| \| \| \| Bahnstrecke Tours–Saint-Nazaire Rtg. Nantes u. Bahnstrecke Paris–Bordeaux Rtg. St-Pierre-des-Corps \| \| \| \| \| \| \| \| \| \| Tours (Gare de Vendée) \| \| \| \| 235,8 \| Tours \| 49 m \| |                                                                                                   | | |
| U-Bahn-Strecke von rechts (außer Betrieb) | 0,0                                                                                               | Bahnstrecke Les Sables–Champ-Saint-Père (TV / CFD, Meterspur) von Le Champ-St-Père                                                  | Bahnstrecke Les Sables–Champ-Saint-Père (TV / CFD, Meterspur) von Le Champ-St-Père                                                  |
| |                                                                                                   | | |
| U-Bahn-Bahnhof · Bahnhof | 0,1                                                                                               | Les Sables-d’Olonne | 4 m |
| U-Bahn-Strecke · Abzweig geradeaus und ehemals von links | 0,5                                                                                               | zum Hafen Les Sables-d’Olonne | zum Hafen Les Sables-d’Olonne |
| U-Bahn-Strecke nach links (außer Betrieb) · Kreuzung |                                                                                                   | Bahnstrecke Bourgneuf–Sables-d’Olonne (1 m) nach Bourgneuf                                                                          | Bahnstrecke Bourgneuf–Sables-d’Olonne (1 m) nach Bourgneuf                                                                          |
| Haltepunkt / Haltestelle | 6,1                                                                                               | Olonne-sur-Mer | 6 m |
| Bahnhof | 16,9                                                                                              | La Mothe-Achard | 52 m |
| Strecke mit Straßenbrücke | 17,9                                                                                              | D 160 (ehem. N 160) | D 160 (ehem. N 160) |
| ehemaliger Haltepunkt / Haltestelle | 22,5                                                                                              | Sainte-Flaive-des-Loups | 70 m |
| Brücke über Wasserlauf | 24,9                                                                                              | Auzance (3 m) | Auzance (3 m) |
| ehemaliger Bahnhof | 27,2                                                                                              | Les Clouzeaux | 69 m |
| Brücke | 29,0                                                                                              | A 87 (113 m) | A 87 (113 m) |
| Abzweig geradeaus und von rechts |                                                                                                   | Bahnstrecke Nantes-Orléans–Saintes von La Rochelle                                                                                  | Bahnstrecke Nantes-Orléans–Saintes von La Rochelle                                                                                  |
| Brücke |                                                                                                   | D 160 (ehem. N 160) | D 160 (ehem. N 160) |
| U-Bahn-Kopfbahnhof Streckenanfang · Bahnhof | 36,1                                                                                              | La Roche-sur-Yon | 74 m |
| Brücke |                                                                                                   | ehem. N 148 | ehem. N 148 |
| |                                                                                                   | | |
| Abzweig geradeaus und nach links | 36,9                                                                                              | Bahnstrecke Nantes-État–La Roche-sur-Yon n. Sainte-Pazanne und Bahnstrecke Nantes-Orléans–Saintes nach Nantes                       | Bahnstrecke Nantes-État–La Roche-sur-Yon n. Sainte-Pazanne und Bahnstrecke Nantes-Orléans–Saintes nach Nantes                       |
| |                                                                                                   | | |
| U-Bahn-Strecke quer · Kreuzung geradeaus oben · U-Bahn-Abzweig quer und von rechts · U-Bahn-Strecke quer |                                                                                                   | CFD-TV/CFVE nach Nantes über Legé                                                                                                   | CFD-TV/CFVE nach Nantes über Legé                                                                                                   |
| Strecke mit Straßenbrücke | 37,8                                                                                              | Avenue Alienoir d’Aquitaine (ehem. N 137bis)                                                                                        | Avenue Alienoir d’Aquitaine (ehem. N 137bis)                                                                                        |
| Strecke nach links · U-Bahn-Strecke quer |                                                                                                   | CFD-TV nach Les Herbiers über Les Quatre-Chemins-l’Oie                                                                              | CFD-TV nach Les Herbiers über Les Quatre-Chemins-l’Oie                                                                              |
| Brücke über Wasserlauf | 39,1                                                                                              | Yon (8 m) | Yon (8 m) |
| Brücke | 39,2                                                                                              | D 160 (ehem. N 160; 41 m) | D 160 (ehem. N 160; 41 m) |
| Strecke mit Straßenbrücke | 41,4                                                                                              | D 160 (ehem. N 160) | D 160 (ehem. N 160) |
| Strecke mit Straßenbrücke | 45,4                                                                                              | A 87 | A 87 |
| Haltepunkt / Haltestelle | 49,1                                                                                              | La Chaize-le-Vicomte | 93 m |
| Haltepunkt / Haltestelle | 53,2                                                                                              | Fougeré | 96 m |
| Haltepunkt / Haltestelle | 57,6                                                                                              | Bournezeau | 90 m |
| Strecke mit Straßenbrücke | 59,7                                                                                              | A 83 | A 83 |
| Brücke über Wasserlauf | 61,9                                                                                              | Petit Lay (Viaduc de l'Angle; 121 m)                                                                                                | Petit Lay (Viaduc de l'Angle; 121 m)                                                                                                |
| Strecke mit Straßenbrücke | 69,2                                                                                              | D 137 (ehem. N 137) | D 137 (ehem. N 137) |
| |                                                                                                   | | |
| Strecke von links und Tunnelende · Strecke quer |                                                                                                   | CFD-TV nach Montaigu-Vendée über Les Quatre-Chemins-l’Oie und Bahnstrecke Vouvant-Cezais–St-Christophe-du-Bois von Saint-Christophe | CFD-TV nach Montaigu-Vendée über Les Quatre-Chemins-l’Oie und Bahnstrecke Vouvant-Cezais–St-Christophe-du-Bois von Saint-Christophe |
| |                                                                                                   | | |
| U-Bahn-Bahnhof | 70,2                                                                                              | Chantonnay | 66 m |
| | 70,4                                                                                              | D 2949bis (ehem. N 149bis; 9 m) | D 2949bis (ehem. N 149bis; 9 m) |
| U-Bahn-Strecke nach rechts und von halblinks · Strecke |                                                                                                   | CFD-TV nach Luçon u. D 137 (ehem. N 137)                                                                                            | CFD-TV nach Luçon u. D 137 (ehem. N 137)                                                                                            |
| Abzweig geradeaus und ehemals nach rechts |                                                                                                   | Bahnstrecke Vouvant-Cezais–Saint-Christophe-du-Bois                                                                                 | Bahnstrecke Vouvant-Cezais–Saint-Christophe-du-Bois                                                                                 |
| Brücke | 76,2                                                                                              | D 949bis (11 m) | D 949bis (11 m) |
| ehemaliger Haltepunkt / Haltestelle | 78,3                                                                                              | Sigournais | 63 m |
| Brücke über Wasserlauf | 79,7                                                                                              | Grand Lay (17 m) | Grand Lay (17 m) |
| ehemaliger Bahnhof | 83,6                                                                                              | Chavagnes-les-Redoux-Monsireigne | 88 m |
| ehemaliger Bahnhof | 89,1                                                                                              | La Meilleraie | 118 m |
| Abzweig geradeaus und von links |                                                                                                   | Steinbruch Carrières Kleber Moreau                                                                                                  | Steinbruch Carrières Kleber Moreau                                                                                                  |
| Brücke über Wasserlauf | 89,7                                                                                              | Grand Lay (15 m) | Grand Lay (15 m) |
| Bahnhof | 93,1                                                                                              | Pouzauges | 162 m |
| Brücke | 93,4                                                                                              | D 752 (ehem. N 752; 11 m) | D 752 (ehem. N 752; 11 m) |
| ehemaliger Bahnhof | 101,7                                                                                             | Saint-Mesmin-le-Vieux | 162 m |
| Grenze | 103,9                                                                                             | Département Vendée / Deux-Sèvres | Département Vendée / Deux-Sèvres |
| Brücke über Wasserlauf | 105,3                                                                                             | Sèvre Nantaise (29 m) | Sèvre Nantaise (29 m) |
| Strecke mit Straßenbrücke | 106,3                                                                                             | D 744 (ehem. N 744) | D 744 (ehem. N 744) |
| Haltepunkt / Haltestelle | 107,9                                                                                             | Cerizay | 173 m |
| ehemaliger Bahnhof | 116,6                                                                                             | Clazay | 197 m |
| |                                                                                                   | | |
| Abzweig geradeaus und ehemals von rechts |                                                                                                   | Bahnstrecke La Possonnière–Niort von Niort und Bahnstrecke Neuville-de-Poitou–Bressuire von Parthenay                               | Bahnstrecke La Possonnière–Niort von Niort und Bahnstrecke Neuville-de-Poitou–Bressuire von Parthenay                               |
| |                                                                                                   | | |
| U-Bahn-Kopfbahnhof Streckenanfang · Bahnhof | 122,6                                                                                             | Bressuire | 166 m |
| Brücke | ~122,7                                                                                            | D 38 (ehem. N 148bis;112 m) | D 38 (ehem. N 148bis;112 m) |
| Abzweig geradeaus und ehemals nach links |                                                                                                   | Bahnstrecke La Possonnière–Niort nach Cholet                                                                                        | Bahnstrecke La Possonnière–Niort nach Cholet                                                                                        |
| Bahnübergang | 124,9                                                                                             | D 748 (ehem. N 748) | D 748 (ehem. N 748) |
| Brücke | 125,5                                                                                             | N 149 (48 m) | N 149 (48 m) |
| |                                                                                                   | | |
| Kreuzung mit U-Bahn (Querstrecke außer Betrieb) | 127,3                                                                                             | Bahnstrecke Bressuire–Montreuil-Bellay (Tramways des Deux-Sèvres TDS, 1 m) nach Montreuil-Bellay                                    | Bahnstrecke Bressuire–Montreuil-Bellay (Tramways des Deux-Sèvres TDS, 1 m) nach Montreuil-Bellay                                    |
| |                                                                                                   | | |
| ehemaliger Bahnhof | 132,1                                                                                             | Noirterre | 164 m |
| ehemaliger Haltepunkt / Haltestelle | 137,1                                                                                             | Luché | 144 m |
| | 139,5                                                                                             | Steinbruch Carrière Luché | Steinbruch Carrière Luché |
| ehemaliger Bahnhof | 142,1                                                                                             | Coulonges-Thouarsais | 129 m |
| ehemaliger Haltepunkt / Haltestelle | 146,6                                                                                             | Rigné | 106 m |
| Abzweig geradeaus und von links | 147,8                                                                                             | Carrière de La Gouraudière | Carrière de La Gouraudière |
| Abzweig geradeaus und von rechts | 150,4                                                                                             | Bahnstrecke Chartres–Bordeaux von Bordeaux ü. Niort                                                                                 | Bahnstrecke Chartres–Bordeaux von Bordeaux ü. Niort                                                                                 |
| Brücke über Wasserlauf | 150,6                                                                                             | Thouet (191 m) | Thouet (191 m) |
| Strecke mit Straßenbrücke | 151,1                                                                                             | D 759 (ehem. N 759) | D 759 (ehem. N 759) |
| Bahnhof | 152,5                                                                                             | Thouars | 87 m |
| Abzweig geradeaus und nach links |                                                                                                   | Bahnstrecke Chartres–Bordeaux n. Chartres ü. Saumur                                                                                 | Bahnstrecke Chartres–Bordeaux n. Chartres ü. Saumur                                                                                 |
| Bahnübergang | 153,4                                                                                             | D 938 N 138 | D 938 N 138 |
| ehemaliger Haltepunkt / Haltestelle | 157,9                                                                                             | Orbé | 78 m |
| Bahnübergang | 160,2                                                                                             | D 759 (ehem. N 759) | D 759 (ehem. N 759) |
| ehemaliger Bahnhof | 164,7                                                                                             | Pas-de-Jeu | 60 m |
| Brücke über Wasserlauf | 165,5                                                                                             | Dive (13 m) | Dive (13 m) |
| Grenze | 165,6                                                                                             | Département Deux-Sèvres / Vienne | Département Deux-Sèvres / Vienne |
| Abzweig geradeaus und ehemals von rechts | 169,5                                                                                             | Bahnstrecke Poitiers–Arçay von Poitiers                                                                                             | Bahnstrecke Poitiers–Arçay von Poitiers                                                                                             |
| ehemaliger Bahnhof | 169,9                                                                                             | Arçay | 78 m |
| Bahnübergang | 173,0                                                                                             | D 759 (ehem. N 759) | D 759 (ehem. N 759) |
| Bahnübergang | 175,8                                                                                             | D 347 (ehem. N 347) | D 347 (ehem. N 347) |
| Brücke | 176,5                                                                                             | D 761 (ehem. N 761; 12 m) | D 761 (ehem. N 761; 12 m) |
| Abzweig geradeaus und ehemals von links | 177,5                                                                                             | Bahnstrecke Loudun–Angers-Maître-École von Angers                                                                                   | Bahnstrecke Loudun–Angers-Maître-École von Angers                                                                                   |
| Dienststation / Betriebs- oder Güterbahnhof | 177,8                                                                                             | Loudun | 88 m |
| Bahnübergang | 179,1                                                                                             | Avenue du Val de Loire (ehem. N 759)                                                                                                | Avenue du Val de Loire (ehem. N 759)                                                                                                |
| Abzweig geradeaus und ehemals nach rechts |                                                                                                   | Bahnstrecke Loudun–Châtellerault nach Châtellerault                                                                                 | Bahnstrecke Loudun–Châtellerault nach Châtellerault                                                                                 |
| ehemaliger Bahnhof | 182,9                                                                                             | Basses-Sammarçolles | 79 m |
| Bahnübergang | 186,2                                                                                             | D 759 (ehem. N 759) | D 759 (ehem. N 759) |
| Abzweig geradeaus und nach links | 186,3                                                                                             | Coopérative agricole Vienne et Loire (UVL)                                                                                          | Coopérative agricole Vienne et Loire (UVL)                                                                                          |
| | 187,1                                                                                             | Ausbauende | Ausbauende |
| Bahnhof (Strecke außer Betrieb) | 189,7                                                                                             | Beuxes | 44 m |
| Grenze auf Brücke über Wasserlauf (Strecke außer Betrieb) | 191,0                                                                                             | Négron; Département Vienne / Indre-et-Loire (6 m)                                                                                   | Négron; Département Vienne / Indre-et-Loire (6 m)                                                                                   |
| Bahnübergang (Strecke außer Betrieb) | 193,6                                                                                             | D 759 (ehem. N 759) | D 759 (ehem. N 759) |
| Bahnhof (Strecke außer Betrieb) | 195,0                                                                                             | La Roche-Clermault | 42 m |
| Bahnübergang (Strecke außer Betrieb) | 199,0                                                                                             | D 749 (ehem. N 749) | D 749 (ehem. N 749) |
| Abzweig geradeaus und von rechts (Strecke außer Betrieb) |                                                                                                   | Bahnstrecke Port-Boulet–Port-de-Piles von Port-de-Piles                                                                             | Bahnstrecke Port-Boulet–Port-de-Piles von Port-de-Piles                                                                             |
| Brücke über Wasserlauf (Strecke außer Betrieb) | 200,6                                                                                             | Vienne (teilw. zerstört; 194 m) | Vienne (teilw. zerstört; 194 m) |
| | 200,7                                                                                             | Ausbauende | Ausbauende |
| Bahnhof | 200,9                                                                                             | Chinon | 37 m |
| Abzweig geradeaus und ehemals nach links |                                                                                                   | Bahnstrecke Port-Boulet–Port-de-Piles nach Port-Boulet                                                                              | Bahnstrecke Port-Boulet–Port-de-Piles nach Port-Boulet                                                                              |
| Tunnel | 201,8                                                                                             | Tunnel de Chinon (920 m) | Tunnel de Chinon (920 m) |
| ehemaliger Bahnhof | 206,8                                                                                             | Huismes | 53 m |
| ehemaliger Bahnhof | 212,1                                                                                             | Saint-Benoist-Rigny | 117 m |
| Haltepunkt / Haltestelle | 217,5                                                                                             | Rivarennes-Quinçay | 43 m |
| ehemaliger Bahnhof | 220,8                                                                                             | Cheillé | 42 m |
| Brücke über Wasserlauf | 224,2                                                                                             | Indre (206 m) | Indre (206 m) |
| Bahnhof | 224,6                                                                                             | Azay-le-Rideau | 50 m |
| ehemaliger Bahnhof | 228,8                                                                                             | Vallères | 81 m |
| Strecke mit Straßenbrücke | 232,5                                                                                             | A 85 | A 85 |
| Haltepunkt / Haltestelle | 233,5                                                                                             | Druye | 96 m |
| Bahnübergang |                                                                                                   | D 751c (ehem. N 751) | D 751c (ehem. N 751) |
| Bahnhof | 240,7                                                                                             | Ballan | 91 m |
| Brücke | 242,9                                                                                             | D 37 N 585 (Schnellstraße von Tours; 67 m)                                                                                          | D 37 N 585 (Schnellstraße von Tours; 67 m)                                                                                          |
| Abzweig geradeaus und von rechts |                                                                                                   | Bahnstrecke Joué-lès-Tours–Châteauroux von Châteauroux                                                                              | Bahnstrecke Joué-lès-Tours–Châteauroux von Châteauroux                                                                              |
| Bahnübergang | 243,2                                                                                             | D 751 (ehem. N 751) | D 751 (ehem. N 751) |
| Kreuzung mit U-Bahn geradeaus oben |                                                                                                   | Straßenbahn Tours | Straßenbahn Tours |
| Bahnhof | 245,1                                                                                             | Joué-lès-Tours | 73 m |
| |                                                                                                   | | |
| Abzweig von links und von rechts · Abzweig nach rechts und ehemals nach links · Strecke von rechts (außer Betrieb) | 245,6240,5                                                                                        | Bahnstrecke Paris–Bordeaux von Bordeaux über Châtellerault und ehem. Streckenführung bis 1970                                       | Bahnstrecke Paris–Bordeaux von Bordeaux über Châtellerault und ehem. Streckenführung bis 1970                                       |
| |                                                                                                   | | |
| Brücke über Wasserlauf · Brücke über Wasserlauf (Strecke außer Betrieb) |                                                                                                   | Cher (Pont de la Vendée; zerstört)                                                                                                  | Cher (Pont de la Vendée; zerstört)                                                                                                  |
| |                                                                                                   | | |
| Kreuzung geradeaus oben und rechts · Abzweig quer und von links · Kreuzung geradeaus oben (Strecke geradeaus außer Betrieb) |                                                                                                   | Bahnstrecke Tours–Saint-Nazaire Rtg. Nantes u. Bahnstrecke Paris–Bordeaux Rtg. St-Pierre-des-Corps                                  | Bahnstrecke Tours–Saint-Nazaire Rtg. Nantes u. Bahnstrecke Paris–Bordeaux Rtg. St-Pierre-des-Corps                                  |
| |                                                                                                   | | |
| Verschwenkung nach links · Kopfbahnhof Streckenende (Strecke außer Betrieb) |                                                                                                   | Tours (Gare de Vendée) | Tours (Gare de Vendée) |
| Kopfbahnhof Streckenende | 235,8                                                                                             | Tours | 49 m |

Die Bahnstrecke Les Sables-d’Olonne–Tours ist eine knapp 250 km lange, überwiegend eingleisige französische Eisenbahnstrecke, die seit dem dritten Viertel des 19. Jahrhunderts in Betrieb ist. Sie läuft zwischen der Atlantik-Hafenstadt Les Sables-d’Olonne und Tours, wobei sie die wichtigen Bahnstrecken Paris–Bordeaux, LGV Atlantique und Chartres–Bordeaux kreuzt. Sie wird zwischen Les Sables-d’Olonne und La Roche-sur-Yon vom TGV und zahlreichen TER-Zügen befahren. Auf dem Rest der Strecke ist der Verkehr viel geringer und auf dem mittleren, etwa 11 km langen Abschnitt zwischen Beuxes und Chinon gar nicht mehr vorhanden. Dieser Teil wurde stillgelegt.

## Geschichte
| Datum              | Abschnitt                              | Länge [km] |
| ------------------ | -------------------------------------- | ---------- |
| 30. Dezember 1866  | Les Sables-d’Olonne – La Roche-sur-Yon | 36,1       |
| 27. März 1871      | La Roche-sur-Yon – Bressuire           | 86,5       |
| 10. Mai 1873       | Bressuire – Thouars                    | 29,9       |
| 11. August 1873    | Thouars – Chinon-Sud                   | 48,1       |
| 28. September 1874 | Chinon-Sud – Chinon                    | 0,3        |
| 19. April 1875     | Chinon – Joué-lès-Tours                | 44,2       |
| 31. Mai 1875       | Joué-lès-Tours – Tours-État            | 5,2        |

### Bau
Mit der Charta zur Entwicklung des Eisenbahnwesens von 1842 wurde die Organisation der Bahnnetze in Frankreich rationeller und 1849 formierte sich eine erste Bahngesellschaft, die den Bau von Tours nach Angers anstrebte. Doch eine Verbindung von Les Sables-d’Olonne nach Napoléon Vendée, wie La Roche-sur-Yon bis 1870 hieß, blieb trotz der Forderungen des Generalrats und zahlreicher Gemeinden, darunter Les Sables-d’Olonne, von den großen Projekten ausgeschlossen. 1852 bemängelte der Bürgermeister von Les Sables, Antoine Guiod, dass der Hafen seiner Stadt trotz seiner vorteilhaften Lage immer noch nicht an das Eisenbahnnetz angeschlossen sei.
1853 stimmte das Ministerium für Landwirtschaft, Handel und öffentliche Arbeiten der Durchführung einer Studie für eine Eisenbahnstrecke von Tours über Thouars und weiter in die Vendée nach Les Sables zu. Schon 1861 befand der Präfekt des Départements Vendée die Untersuchung des öffentlichen Nutzens für gut und die Bahnstrecke wurde für gemeinnützig erklärt. Am 12. November 1862 wurde die Compagnie des chemins de fer de la Vendée gegründet und sie erhielt den Zuschlag für die Strecke Napoléon-Vendée–Les Sables-d’Olonne. Die Arbeiten an der Strecke Nantes–Les Sables kamen schnell voran, dauerten drei Jahre und waren 1866 beendet. Damit war zum 30. Dezember 1866 der erste, 36 km lange Abschnitt fertiggestellt. Fast zur gleichen Zeit, nämlich vier Tage vorher, hatte die Chemin de fer de Paris à Orléans (PO) die Nord-Süd-Verbindung Nantes–Saintes in Betrieb gesetzt. Somit war es bereits ab diesem Datum möglich, mit der Eisenbahn Paris zu erreichen, wenn auch mit dem Umweg über Nantes.
Bei der Eröffnung fuhr der Minister für öffentliche Arbeiten, Armand Béhic, persönlich mit dem Zug nach Les Sables. Die Lokalzeitung Journal des Sables et de la Vendée schrieb dazu am 30. Dezember 1866:

« Son Excellence est arrivée par un train spécial, dont la locomotive était décorée aux armes de la ville des Sables-d’Olonne. A ce moment, les tambours ont battu aux champs, les clairons ont sonné, un immense cri de vive l’Empereur s’est fait entendre, et le canon a salué le ministre du souverain. »

„Seine Exzellenz kam mit einem Sonderzug an, dessen Lokomotive mit dem Wappen der Stadt Les Sables-d’Olonne geschmückt war. In diesem Moment schlugen die Trommeln auf den Feldern, die Trompeten ertönten, ein riesiger Ruf ‚vive l’Empereur‘ war zu hören und die Kanone begrüßte den Minister des Herrschers.“

### Weitere Entwicklung
Trotz eines gewissen Anfangserfolges waren diese im Westen des Landes gelegenen Strecken bald defizitär: Um einen drohenden Konkurs zu verhindern, wurden von zehn Gesellschaften alle Strecken verstaatlicht. Am 22. Mai 1877 kaufte der Staat auch diese Strecke gemäß den Bedingungen einer zwischen dem Minister für öffentliche Arbeiten und der Compagnie des chemins de fer de la Vendée unterzeichneten Vereinbarung auf. Diese Vereinbarung wurde am 18. Mai 1878 durch ein Gesetz genehmigt. Dieses umfangreiche Geschäft war der Staatsakt zur Gründung der Chemins de fer de l’État, einer Art Staatsbahn, die von der Schließung bedrohte kleinere Bahngesellschaften auffing, um deren Betriebe weiterführen zu können.
Für die Stadt Les Sables war diese neue Verkehrsanbindung ein wirtschaftlicher Segen, brachten die Züge in den Sommermonaten doch eine ständig wachsende Zahl von Touristen in den Ort. Werbeplakate zeigten in großen Formaten die Vorzüge dieser Destination und den Spruch „Les Sables-d’Olonne, der schönste Strand Europas“. Die Verbindung erhielt zahlreiche schmückende Beinamen: In der Werbung wurde mit Trains de plaisirs („Züge des Vergnügens“) kokettiert, die Einheimischen sprachen von Trains des Plages („Züge der Strände“) oder auch schelmisch Trains des Cocus. Wohlhabende Familien blieben über mehrere Wochen am Meer, die berufstätigen Ehemänner benutzten an den Wochenenden diese Züge der Gehörnten, um wenigstens den Sonntag mit ihren Ehefrauen verbringen zu können (französisch cocu „gehörnt, betrogen“). Vor dem Ersten Weltkrieg waren die Züge in direkter Verbindung von Paris bis Les Sables sieben Stunden unterwegs.
Darüber hinaus war die Strecke das ganze Jahr über eine wichtige Transportstrecke für Frischfisch.
Alle großen Bahngesellschaften wurden zum 1. Januar 1938 zur SNCF vereint, darunter auch die Chemins de fer de l’État. Die Verbindung von Paris fuhr seitdem nicht mehr den kürzesten Weg, sondern wählte wieder den Umweg über Le Mans und Nantes, um Ressourcen zu bündeln.
Am 16. November 1957 ereignete sich in Chantonnay ein schwerer Eisenbahnunfall. Ein aus einem „Picasso“-Dieseltriebwagen und einem Beiwagen bestehender Personenzug und ein von einer Dampflokomotive gezogener Güterzug stießen südlich des Bahnhofs in einer Kurve in Richtung Tours frontal zusammen. 29 Menschen kamen ums Leben, darunter alle Fahrgäste des Triebwagens; 22 weitere wurden verletzt.
Auf dem Streckenabschnitt Thouars–Chinon endete der Personenverkehr mit den letzten Fahrten am 31. Mai 1970. Während das Teilstück Thouars–Arçay ab Juni 1970 nicht mehr regelmäßig befahren wurde, diente der Abschnitt Arçay–Chinon weiterhin dem Güterverkehr. Diese Transporte wurden in den 1970er-Jahren im Auftrag der SNCF durch den Verein Trains à Vapeur de Touraine (TVT) übernommen, der seit 1974 eine Museumsbahn auf der benachbarten Strecke (Chinon–)Ligré-Rivière–Richelieu aufgebaut hatte. 1992 musste die Brücke über die Vienne in Chinon gesperrt werden. Um den Güterverkehr nach Loudun und Beuxes durchführen zu können, wurde daher der Abschnitt Thouars–Arçay wieder in Betrieb genommen, während das Teilstück vom Anschlussgleis des Getreidesilos in Beuxes bis Chinon stillgelegt wurde.
Seit Mitte der 2000er Jahre ist die Strecke zwischen Les Sables und La Roche-sur-Yon elektrifiziert. Seit 11. Dezember 2008 wird dieser Streckenabschnitt von einer TGV-Verbindung zwischen Paris und Les Sables-d'Olonne genutzt, die für die gesamte Distanz 3 Stunden und 20 Minuten benötigt.